# 10月1日
10月1日（じゅうがつついたち）は、グレゴリオ暦で年始から274日目（閏年では275日目）にあたり、年末まであと91日ある。

## できごと

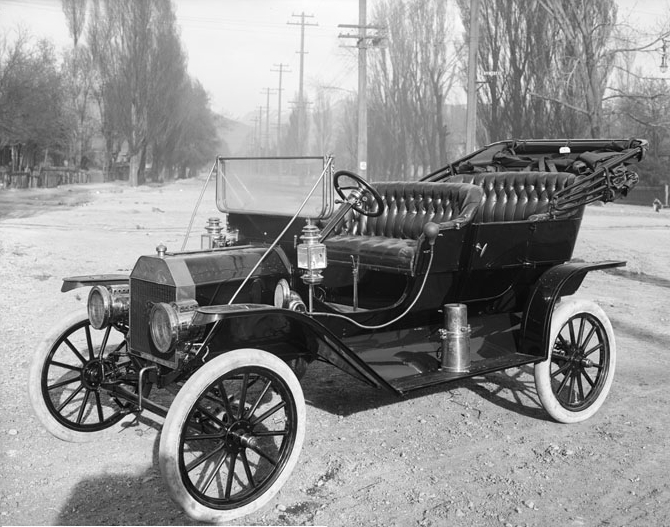
T型フォード（画像は1910年式）販売開始（1908）

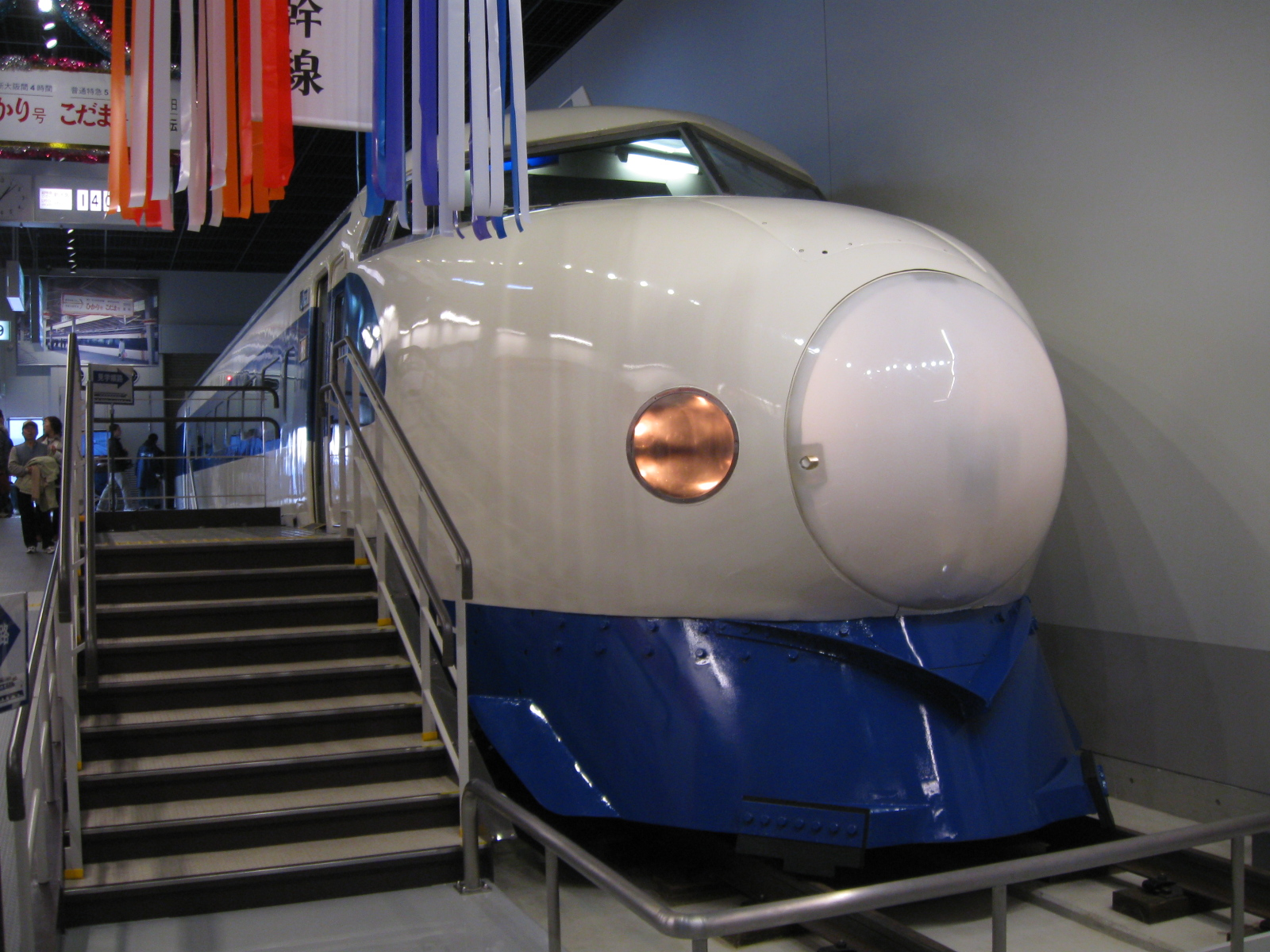
東海道新幹線開業（当時使用されていた0系）（1964）

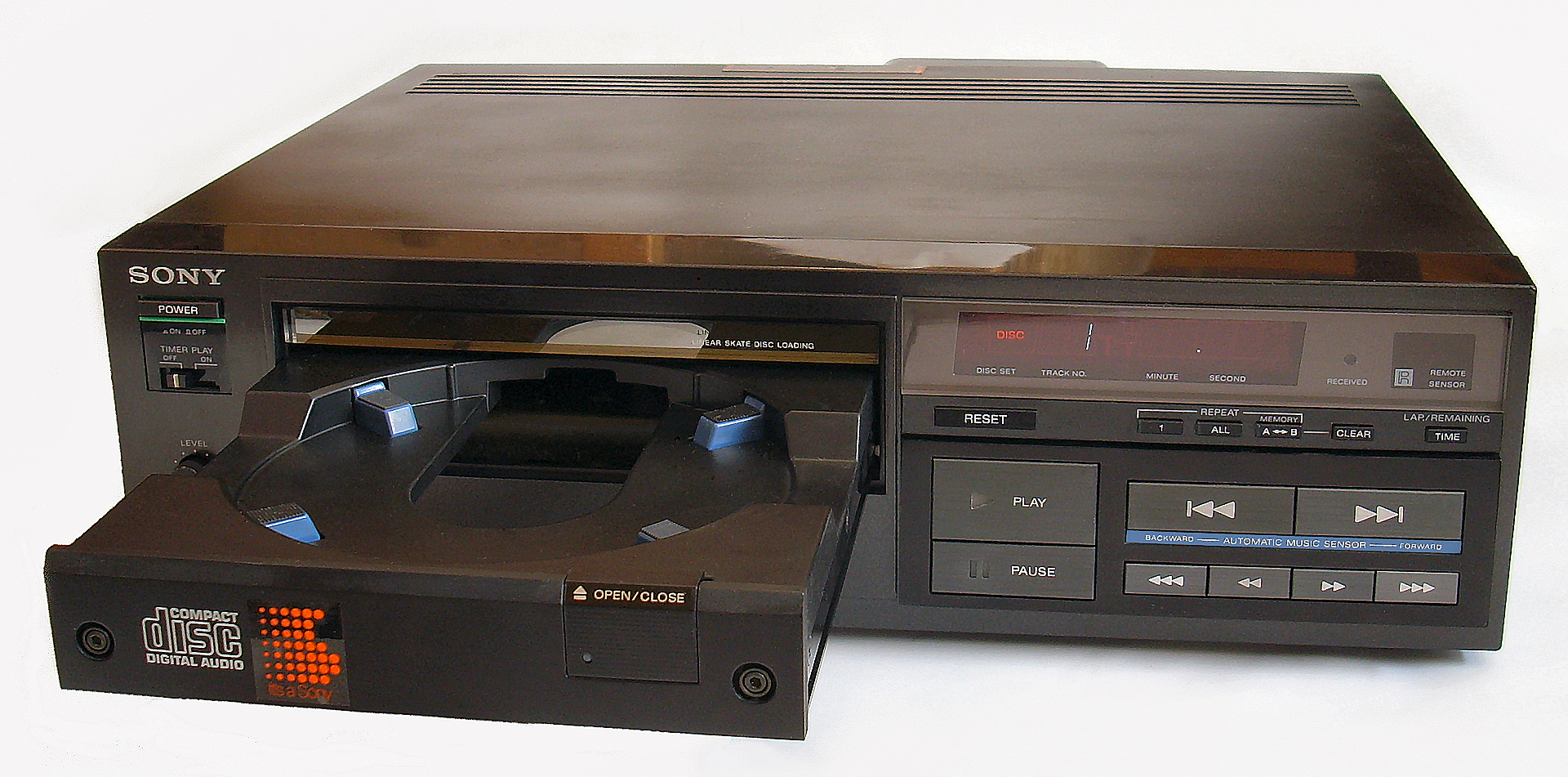
世界初のCDプレーヤー「ソニー・CDP-101」発売（1982）

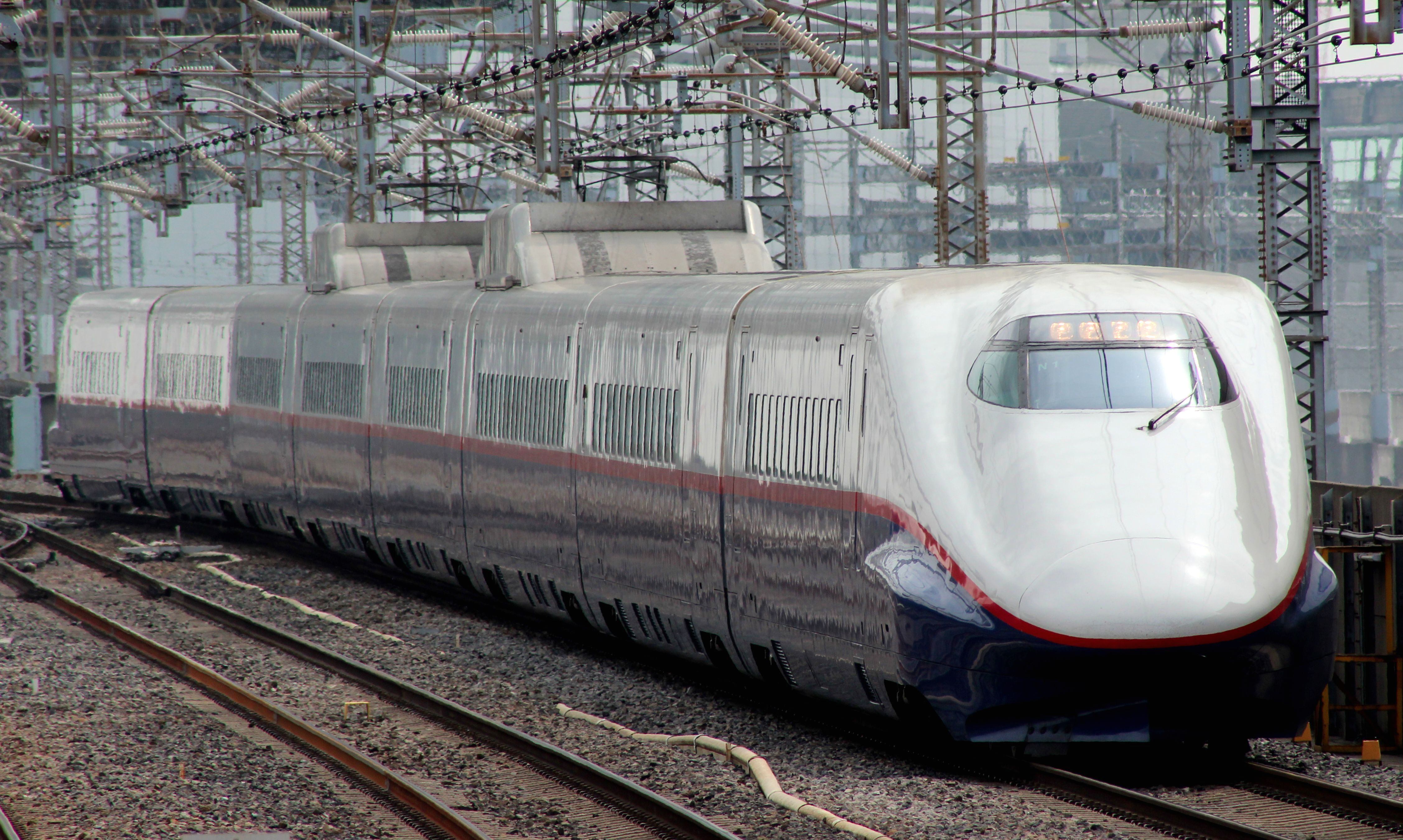
北陸新幹線長野開業（当時使用されていたE2系）（1997）

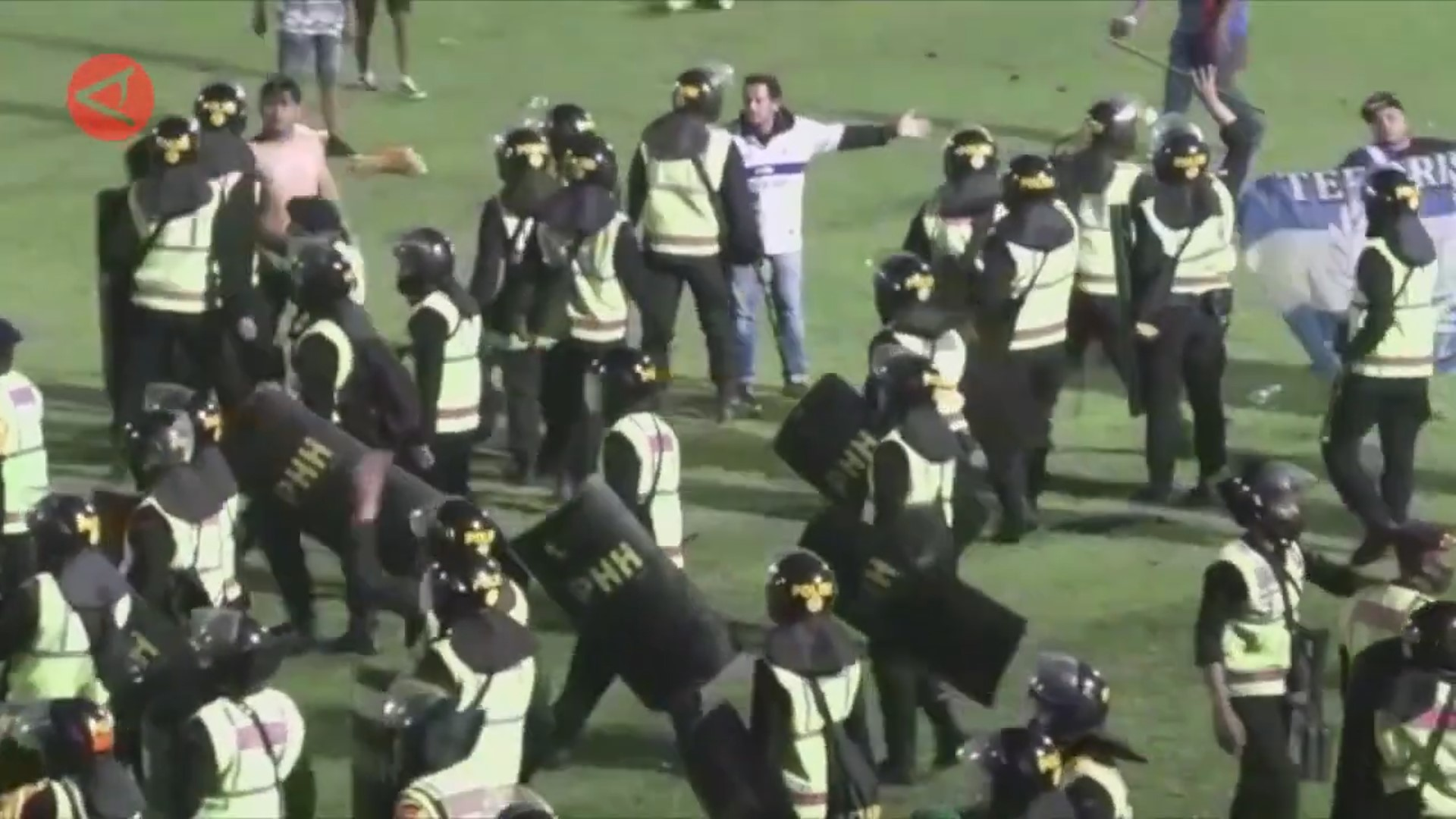
スタジアムにて警備隊がサポーターをピッチから追い出す際の画像（2022）

- 紀元前331年 - ガウガメラの戦い。アレクサンダー大王がペルシア帝国を破る。
- 366年 - ローマ教皇にダマスス1世が就任。
- 959年 - ウェセックス家の王族エドガーがイングランド王に即位した。のちにエドガー平和王と称された。
- 965年 - ローマ教皇にヨハネス13世が即位。
- 1553年 - メアリー1世がイングランド王に戴冠。
- 1730年 - オスマン帝国のスルタンであったアフメト3世がパトロナ・ハリル（英語版）の乱により退位を余儀なくされる。チューリップ時代の終焉。
- 1779年 - スウェーデンのグスタフ3世によってフィンランドにタンペレ市が建設される[1]。
- 1791年 - フランス革命: 立法議会が召集。
- 1795年 - フランス革命戦争: 南ネーデルラントがスプリモンの戦い（英語版）を経てフランスに併合。
- 1800年 - 第三次サン・イルデフォンソ条約の署名によりルイジアナがスペインからフランスに返還される。
- 1814年 - ウィーン会議開幕。1815年6月9日まで。
- 1829年 - 南アフリカ初となる大学、南アフリカ大学設立のための会議が行われる。
- 1831年 - ズアーブ兵が創設。
- 1843年 - ニュース・オブ・ザ・ワールドがロンドンで創刊。
- 1847年 - シーメンスが設立される。当時は電信、電車、電子機器の製造会社であった。
- 1861年 - イザベラ・ビートンの『ビートン夫人の家政読本（英語版）』が出版。
- 1869年 - オーストリアで世界初の郵便はがきを発行。
- 1880年 - ジョン・フィリップ・スーザがアメリカ海兵隊軍楽隊の指揮者になる。
- 1885年 - 東京瓦斯創立（東京府瓦斯局の払い下げ）。
- 1890年 - ヨセミテ国立公園創設。
- 1891年 - スタンフォード大学開学。
- 1898年 - 東京・京都・大阪の市制特例廃止。
- 1898年 - ウィーン経済大学（英語版）が設立。
- 1903年 - 第1回ワールドシリーズ開幕。ボストン・アメリカンズVSピッツバーグ・パイレーツの顔合わせ。
- 1903年 - 浅草六区に日本初の常設映画館・電気館が開館。
- 1907年 - 鉄道国有法による日本の私鉄17社の買収・国有化が完了。
- 1908年 - フォード・モーターがT型フォードの販売を開始。
- 1910年 - 日本コロムビア株式会社設立。
- 1910年 - ロサンゼルス・タイムズ爆破事件。
- 1918年 - 第一次世界大戦: 「アラビアのロレンス」ことT・E・ロレンス率いるアラブ軍がダマスカスに入城。
- 1918年 - ヒヴァ・ハン国最後の君主としてサイード・アブドゥッラーが即位。
- 1920年 - 日本で初の国勢調査を実施。
- 1930年 - 鉄道省が特別急行列車「燕」の運転を開始。
- 1930年 - 威海がイギリスから中華民国に返還。
- 1933年 - 熊本県三角町の沖合で観光船（船名、トン数不詳）が沈没。乗客ら90人が死亡[2]。
- 1936年 - フランコがスペイン内戦の反乱軍主席・総司令官に就任。
- 1938年 - ナチス・ドイツがズデーテン地方に進駐。
- 1939年 - 第二次世界大戦: ワルシャワ包囲戦（英語版）の末ドイツがワルシャワを占領。
- 1940年 - ペンシルベニア・ターンパイク開通。　藤沢市市制施行
- 1941年 - 豊肥本線竹中駅付近で客車が川へ転落。44人が死亡[3]。
- 1942年 - 午前7時15分、りすぼん丸が米潜水艦グルーパーの魚雷攻撃を受ける。翌日沈没し乗船のイギリス人捕虜が脱走・溺死などする。
- 1943年 - 第二次世界大戦: 連合軍がナポリを占領。
- 1945年 - 第二次世界大戦: オーシャン島の日本海軍第四艦隊第4根拠地隊第67警備隊分遣隊隊長鈴木直臣海軍少佐が豪フリゲートダイアマンティナ上で豪第11旅団（英語版）に対する降伏文書に署名する。
- 1945年 - GHQにより郵便検閲の指令が発出（同年8月20日に日本側の信書検閲が停止されていた）[4]。
- 1946年 - ドイツの戦争犯罪者を裁くニュルンベルク裁判が終了。
- 1946年 - 大邱10月事件。南朝鮮人230万人がアメリカ軍政に抗議して蜂起。
- 1947年 - F-86セイバーが初飛行。
- 1948年 - 東京・大阪・京都・横浜・川崎・名古屋・神戸・福岡で警察通報用電話（110番）を設置。
- 1949年 - 中華人民共和国開国大典が開催。
- 1950年 - 毛沢東暗殺陰謀事件。
- 1950年 - 神宮外苑競技場にて、第1回早稲田大学対慶應義塾大学サッカー定期戦が開催される（日本のサッカーにおける初のナイトゲーム）。
- 1952年 - 第25回衆議院議員総選挙が行われる。
- 1952年 - ラジオ中国（RCC、現在：中国放送）開局。
- 1953年 - 米韓相互防衛条約調印。
- 1953年 - ラジオ山陽（現在：RSK山陽放送）、ラジオ香川（現在：西日本放送）、南海放送、ラジオ熊本（現在：熊本放送）、ラジオ大分（現在：大分放送）、以上5局開局。
- 1954年 - 沖縄初の民放放送局・琉球放送（RBC）開局。
- 1955年 - 新疆ウイグル自治区設立。
- 1957年 - 初の5000円札を発行（聖徳太子の肖像）。
- 1958年 - 米国航空諮問委員会 (NACA) を母体としてアメリカ航空宇宙局 (NASA) が設立される。
- 1959年 - 青森放送、山口放送、大分放送、以上3局のテレビジョン放送局が開局。
- 1960年 - ナイジェリアがイギリスから独立。
- 1960年 - ラジオ宮崎のテレビジョン放送（現在：宮崎放送）開局。
- 1961年 - 東・北カメルーンが統合してカメルーン連邦共和国が成立。
- 1961年 - アメリカ国防情報局が設立。
- 1961年 - CTVテレビジョンネットワークが開局。
- 1961年 - ニューヨーク・ヤンキースのロジャー・マリスがシーズン61号目のホームランを打ち、1927年にベーブ・ルースが打ち立てたシーズン最多本塁打記録を破る。
- 1961年 - 国鉄が「サンロクトオ」と呼ばれる大規模ダイヤ改正実施。
- 1962年 - 日本財団の前身である日本船舶振興会が創立。
- 1962年 - 仙台放送開局。
- 1964年 - 東海道新幹線東京 - 新大阪間開業。それに伴うダイヤ改正実施。0系の営業運転開始。
- 1966年 - 江崎グリコから「ポッキー」が発売。
- 1966年 - ウェストコースト航空956便墜落事故（英語版）。
- 1967年 - 東京新聞の編集・発行権を株式会社東京新聞社から中部日本新聞社（現在：中日新聞社）に承継。
- 1967年 -  阪急ブレーブスが球団創立32年目でパ・リーグで初優勝
- 1968年 - 国鉄が「ヨンサントオ」と呼ばれる大規模ダイヤ改正実施。
- 1969年 - 宇宙開発事業団（NASDA）が設立される。
- 1969年 - コンコルドが初めて超音速飛行に成功。
- 1969年 - 北京地下鉄が開業。
- 1969年 - 福井テレビジョン放送[5]、秋田テレビ[6]開局。
- 1969年 - フジテレビジョンをキーステーションとする放送ネットワーク・フジネットワーク（FNS）発足。加盟21社。
- 1970年 - 宮城テレビ放送（ミヤギテレビ）開局。
- 1971年 - 第一銀行・日本勧業銀行が合併し、第一勧業銀行が発足。
- 1971年 - アメリカ・フロリダ州オーランドにウォルト・ディズニー・ワールド・リゾートが開園。
- 1975年 - 東日本放送、テレビ新広島開局。
- 1975年 - マニラでプロボクシングWBA・WBC世界統一ヘビー級タイトルマッチ「モハメド・アリ対ジョー・フレージャー第3戦」、通称スリラー・イン・マニラ。モハメド・アリが勝利。
- 1977年 - サッカーの神様・ペレが現役を引退。
- 1978年 - ツバルがイギリスから独立。
- 1979年 - 香港MTRが開業。
- 1980年 - 国鉄で白紙ダイヤ改正実施。
- 1980年 - テレビ信州開局。
- 1981年 - 内閣が「常用漢字表」を告示。常用漢字が定められる。
- 1981年 - 福島放送開局。「東京十二チャンネル」（愛称：東京12チャンネル）が「テレビ東京」に社名変更。
- 1981年 - 「ラジオ関東」が「アール・エフ・ラジオ日本」（愛称：ラジオ日本）に社名変更。
- 1982年 - ヘルムート・コールが西ドイツ首相に就任。
- 1982年 - ソニーが世界初のCDプレーヤー「CDP-101」を発売。同時にCBSソニーからCDソフト50タイトルが発売。
- 1982年 - 鹿児島放送、エフエム長崎開局。
- 1982年 - エプコット（EPCOT、Experimental Prototype Community of Tomorrow）がフロリダのウォルト・ディズニー・ワールド・リゾートにオープン。
- 1983年 - 新潟テレビ21開局。
- 1985年 - 第1次インティファーダ: イスラエル空軍がチュニスのPLO本部を爆撃。
- 1985年 - テレビせとうち、エフエム岩手、エフエム群馬開局。
- 1986年 - エフエム山陰開局。
- 1987年 - エフエムラジオ新潟開局。
- 1987年 - ロサンゼルス近くでウィッターナロウズ地震（英語版）発生。
- 1988年 - エフエムジャパン（現在：J-WAVE）、長野エフエム放送（FM長野）開局。
- 1989年 - テレビ北海道、テレビユー山形、熊本朝日放送、ベイエフエム開局。
- 1990年 - テレビユー富山（現在：チューリップテレビ）、Kiss FM KOBE、エフエム大分開局。
- 1990年 - ルワンダ内戦が開戦。
- 1991年 - 青森朝日放送、北陸朝日放送開局。
- 1991年 - クロアチア独立戦争: ドゥブロヴニク包囲戦（英語版）が始まる。
- 1992年 - 秋田朝日放送、伊予テレビ（現在：あいテレビ）、エフエム鹿児島開局。
- 1993年 - 山口朝日放送、大分朝日放送、ZIP-FM開局。
- 1993年 - 静岡県民放送（愛称：静岡けんみんテレビ（SKT））が静岡朝日テレビ（SATV）に社名変更。
- 1994年 - パラオがアメリカ合衆国の信託統治から独立。
- 1995年 - 琉球朝日放送、エフエム福島開局。
- 1996年 - 岩手朝日テレビ開局。
- 1997年 - 北陸新幹線の高崎駅 - 長野駅間が先行開業。
- 1997年 - 磐越自動車道が全線開通。
- 1997年 - テレビ東京系で朝の子供向け番組、「おはスタ」放送開始。
- 1997年 - 広島サティが開店。2011年史上最後まで存続した「サティ」である。
- 2000年 - KDD、DDI、IDOが合併し、株式会社ディーディーアイ （KDDI、現在：KDDI株式会社） となる。
- 2001年 - 東京放送（TBS）がラジオ部門の放送免許を子会社のTBSラジオ&コミュニケーションズ（現在：TBSラジオ）に承継。これに伴い、TBSテレビのコールサインがこれまでの「JOKR-TV」から「JORX-TV」に変更。
- 2001年 - 東京都三鷹市に三鷹の森ジブリ美術館が開館[7]。
- 2001年 - 国家公務員の旧姓使用が可能になる。
- 2002年 - 身体障害者補助犬法が施行。
- 2003年 - 東海道新幹線の東京 - 新横浜間に品川駅が開業。
- 2003年 - 宇宙科学研究所、航空宇宙技術研究所、宇宙開発事業団の3機関が宇宙航空研究開発機構に統合される。
- 2003年 - ジェイフォンが世界最大の携帯通信事業者・ボーダフォン（現在：ソフトバンクモバイル）にブランド変更。
- 2003年 - 全国朝日放送（愛称：テレビ朝日、略称：ANB）がテレビ朝日（略称：EX）に社名変更。
- 2004年 - イチローが、ジョージ・シスラーのメジャーリーグ年間最多安打記録（257安打）を84年ぶりに更新する258安打を達成（最終成績は262安打）。
- 2005年 - 道路関係四公団（日本道路公団・本州四国連絡橋公団・首都高速道路公団・阪神高速道路公団）が民営化。
- 2006年 - 阪神電気鉄道が阪急ホールディングスと経営統合して阪急阪神ホールディングスが発足。
- 2006年 - ボーダフォンがソフトバンクモバイルへ、日本テレコムがソフトバンクテレコム へそれぞれ社名変更。
- 2006年 - 日本航空インターナショナルが日本航空ジャパン（旧日本エアシステム）を吸収合併。
- 2006年 - 障害者自立支援法施行。
- 2007年 - 日本で郵政事業が完全民営化。これに伴い日本郵政株式会社が持株会社としてグループ経営を開始。
- 2007年 - 一般向けの緊急地震速報が開始。
- 2007年 - MSNが産経新聞と提携し、MSN産経ニュースサービス開始。
- 2008年 - 松下電器産業株式会社が「パナソニック株式会社」に社名変更、グループ名称も松下グループから「パナソニックグループ」に変更。
- 2008年 - フジテレビジョン（旧法人）が「フジ・メディア・ホールディングス」に商号変更、日本初の放送持株会社に移行。旧フジテレビジョンの放送免許および放送事業を会社分割により設立された新法人の「フジテレビジョン」に承継。
- 2008年 - 大阪個室ビデオ店放火事件。客15人が死亡。
- 2008年 - 観光庁および運輸安全委員会が発足。海難審判庁および船員労働委員会を廃止。
- 2009年 - 産経新聞九州・山口特別版が創刊。これにより、九州（山口）の全国紙が全て揃う。
- 2010年 - たばこ税が増税される。過去最大規模のたばこ増税であり、日本たばこ産業の代表的な紙巻きたばこ銘柄である「マイルドセブン」の定価が300円から410円に値上げされた。
- 2010年 - デイヴィッド・ロイド・ジョンストンが第28代カナダ総督に就任。
- 2010年 - 中国時間（CST）18時59分、嫦娥2号が打ち上げ。
- 2011年 - 暴力団排除条例が東京都と沖縄県で施行され、日本の全都道府県で暴力団排斥のための条例が整備される。
- 2012年 - 障害者虐待の防止、障害者の養護者に対する支援等に関する法律（通称：障害者虐待防止法）が施行される。
- 2012年 - 新日本製鐵・住友金属工業が合併して新日鐵住金（現在：日本製鉄）が発足。
- 2012年 - 香港ラマ島船衝突事故が発生。死者数は38人で、香港では過去40年で最悪の事故になった[8]。
- 2012年 - 日本テレビ放送網（旧法人）が放送持株会社に移行、「日本テレビホールディングス」に商号変更。旧日本テレビ放送網の放送免許および放送事業などの現業全般を会社分割により設立された新法人の「日本テレビ放送網」へ承継。
- 2014年 - 株式会社KADOKAWA・株式会社ドワンゴが統合して株式会社KADOKAWA・DWANGOが発足。
- 2014年 - 第13代北大西洋条約機構事務総長にイェンス・ストルテンベルグが就任。
- 2015年 - 江崎グリコ・グリコ乳業が経営統合（存続法人は江崎グリコ）。
- 2015年 - アメリカオレゴン州でアムクワ・コミュニティー・カレッジ銃撃事件が発生。10人が死亡、7人が負傷した[9]。
- 2017年 - スペイン・カタルーニャ州で独立の是非を問う住民投票が行われる。
- 2017年 - 2017年ラスベガス・ストリップ銃乱射事件[10]。
- 2018年 - 本庶佑がジェームズ・P・アリソンとともにノーベル医学生理学賞を受賞[11]。
- 2018年 - 米国・メキシコ・カナダ協定（USMCA）が合意される。なお署名は前日。
- 2018年 - 貴乃花光司が9月25日に提出した退職願と、貴乃花部屋所属力士の千賀ノ浦部屋への移籍願を日本相撲協会が受諾。同部屋が消滅するとともに、一代年寄がいなくなった[12]。
- 2019年 - 消費税が8%から10%に増税。同時に飲食料品・新聞の税率を据え置く軽減税率が導入される。
- 2020年 - 東京証券取引所がシステム障害のため終日取引停止、終日取引停止は全面システム化以降初[13][14]。
- 2020年 - アレクサンダー・デ・クローが第71代ベルギー首相に就任[15]。
- 2021年 - ドバイ国際博覧会が始まる。2022年3月31日まで開催。
- 2022年 - カンジュルハン・スタジアムの悲劇: インドネシアカンジュルハン・スタジアムにて暴動が起き、135人が死亡した[16]。
- 2022年 - JR東日本只見線が11年ぶりに全線で運転を再開[17]。
- 2023年 - インボイス制度が施行。
- 2024年 - 臨時国会にて第102代内閣総理大臣に石破茂が指名され、その後任命される。
- 2024年 - イランがガザ侵攻に対する報復としてイスラエルにミサイル攻撃を開始。

## 誕生日

### 人物

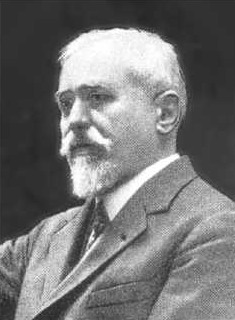
作曲家ポール・デュカス(1865-1935)誕生。

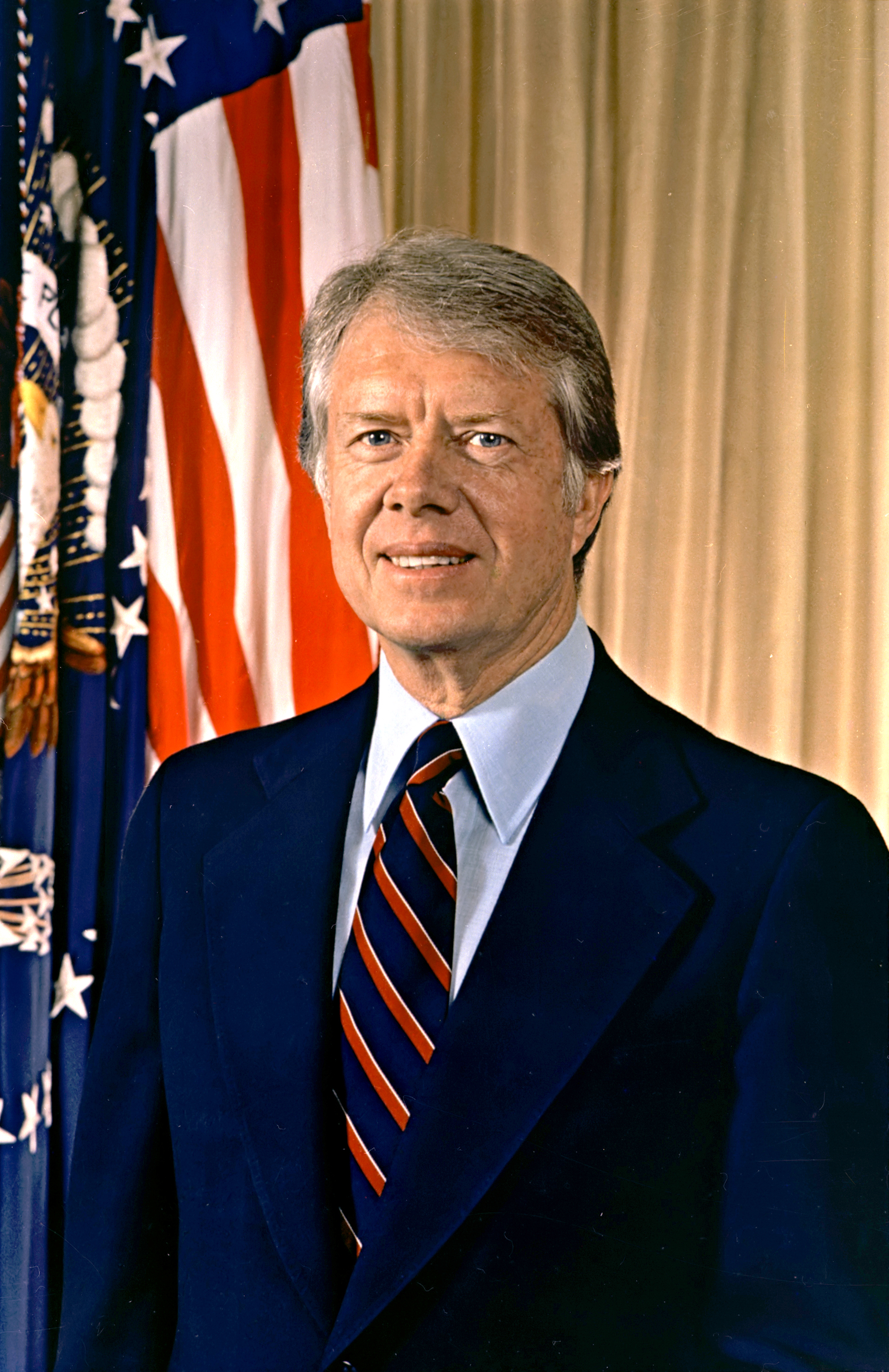
第39代アメリカ合衆国大統領ジミー・カーター(1924-2024)誕生

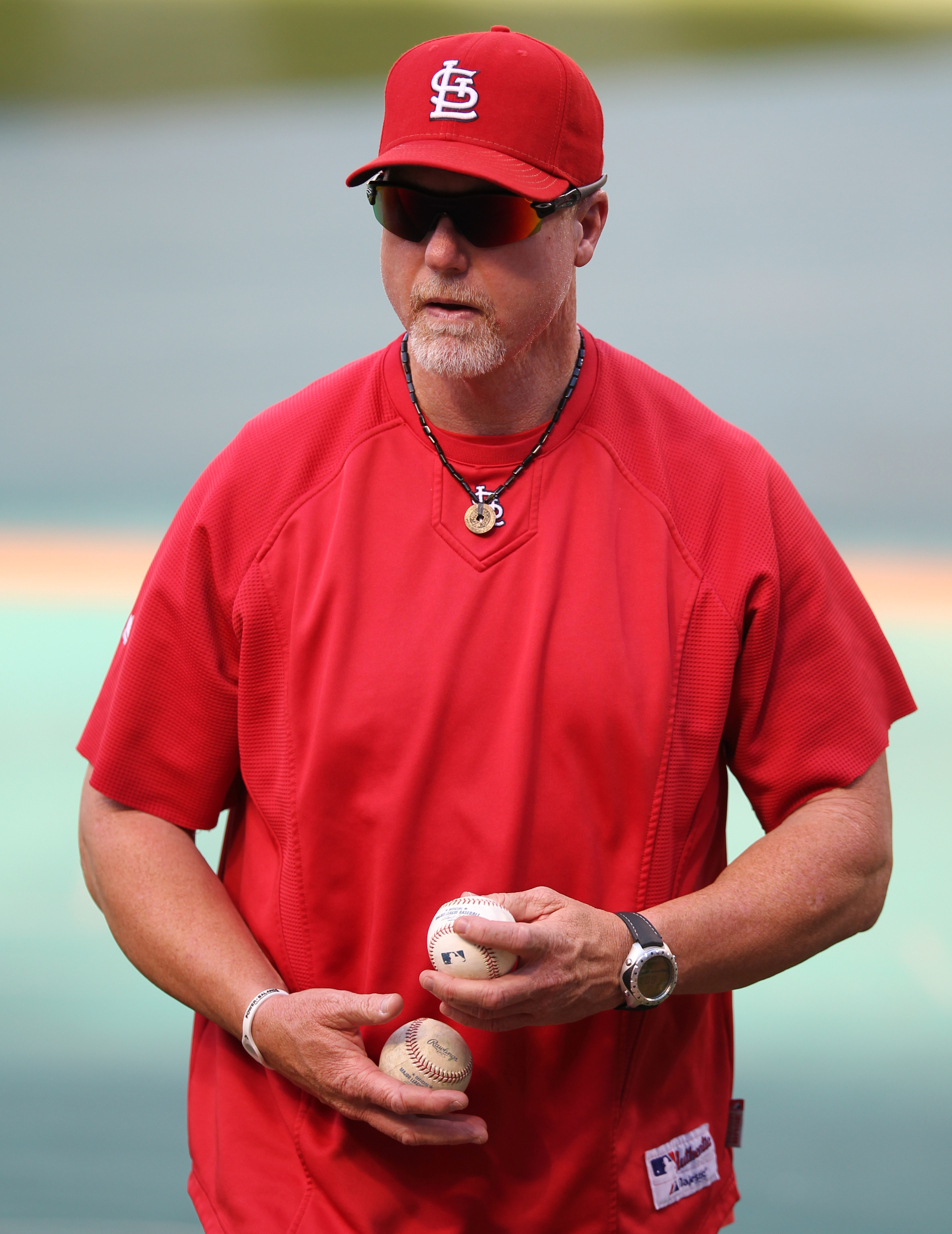
マーク・マグワイア(1963-)誕生

- 208年 - アレクサンデル・セウェルス、ローマ皇帝（+ 235年）
- 1207年 - ヘンリー3世、イングランド王（+ 1272年）
- 1480年 - 聖カジェタン（英語版）、司祭（+ 1547年）
- 1507年 - ジャコモ・バロッツィ・ダ・ヴィニョーラ、マニエリスムの建築家（+ 1573年）
- 1542年 - アルバロ・デ・メンダーニャ・デ・ネイラ、探検家（+ 1595年）
- 1550年 - アン・オブ・セイント・バーソロミュー（英語版）、修道女（+ 1626年）
- 1620年 - ニコラース・ベルヘム、画家（+ 1683年）
- 1671年 - ルイージ・グイド・グランディ（英語版）、司祭、数学者（+ 1742年）
- 1685年 - カール6世、神聖ローマ皇帝（+ 1740年）
- 1691年 - アーサー・オンズロー、庶民院議長（+1768年）
- 1696年 （元禄9年9月6日） - 松平定英、第6代松山藩主（+ 1733年）
- 1719年 - ジョン・ブライ、第3代ダーンリー伯爵（+ 1781年）
- 1730年 - リチャード・ストックトン、弁護士、法学者、政治家（+ 1781年）
- 1760年 - ウィリアム・トマス・ベックフォード、作家（+ 1844年）
- 1771年 - ピエール・バイヨ、ヴァイオリニスト、作曲家（+ 1842年）
- 1787年 （天明7年8月20日） - 森長義、第6代三日月藩主 （+ 1837年）
- 1791年（ユリウス暦9月20日） - セルゲイ・アクサーコフ、小説家（+ 1859年）
- 1800年 （宝暦5年8月13日） - 内田正容、第6代小見川藩主（+ 1870年）
- 1814年 - エルヴェ・フェイ、天文学者、フェイ彗星を発見（+ 1902年）
- 1832年 - ヘンリー・クレイ・ワーク、作曲家、作詞家（+ 1884年）
- 1832年 - キャロライン・ハリソン（英語版）、第24代アメリカ大統領ベンジャミン・ハリソンのファーストレディ（+ 1892年）
- 1835年 - アダム・ポリツェル（英語版）、医師、解剖学者（+ 1920年）
- 1842年 - シャルル・クロス、詩人、発明家（+ 1888年）
- 1847年 - アニー・ベサント、神智学者、女性解放活動家、社会主義者（+ 1933年）
- 1847年（弘化4年8月22日） - 戸田忠友、第7代宇都宮藩主、子爵（+ 1924年）
- 1849年 - スティーブ・ベリャン、プロ野球選手（+ 1932年）
- 1850年（嘉永3年8月26日） - 長谷川好道、朝鮮総督、参謀総長（+ 1924年）
- 1861年 - フィリップ・バーン＝ジョーンズ、画家（+ 1926年）
- 1865年 - ポール・デュカス、作曲家（+ 1935年）
- 1878年 - オトマール・スパン、経済学者（+ 1950年）
- 1879年 - 長谷川時雨、劇作家、小説家（+ 1941年）
- 1881年 - ウィリアム・ボーイング、ボーイングの設立者（+ 1956年）
- 1882年 - 内藤伸、彫刻家（+ 1967年）
- 1887年 - 田中静壱、軍人（+ 1945年）
- 1890年 - スタンリー・ホロウェイ、俳優（+ 1982年）
- 1893年 - 葉問（イップ・マン）、中国武術家（+ 1972年）
- 1895年 - リヤーカト・アリ・カーン（英語版）、初代パキスタン首相（+ 1951年）
- 1896年 - テッド・ヒーリー（英語版）、俳優（+ 1937年）
- 1897年 - 三村伸太郎、脚本家（+ 1970年）
- 1898年 - 久慈次郎、野球選手（+ 1939年）
- 1899年 - ジョゼフ・ギルモ、陸上競技選手（+ 1975年）
- 1903年 - 長谷川才次、ジャーナリスト、時事通信社初代代表取締役（+ 1978年）
- 1903年 - ウラディミール・ホロヴィッツ[18]、ピアニスト（+ 1989年）
- 1903年 - 鶴田義行、水泳選手（+ 1986年）
- 1903年 - ピエール・ヴェイロン（英語版）、レーシングドライバー（+ 1970年）
- 1904年 - オットー・ロベルト・フリッシュ、物理学者（+ 1979年）
- 1906年 - 小野寺百合子、翻訳家（+ 1998年）
- 1907年 - 服部良一、作曲家（+ 1993年）
- 1907年 - パールトシュ・エデン、ヴィオラ奏者、作曲家（+ 1977年）
- 1908年 - ヘアマン・ダーヴィド・コッペル、ピアニスト（+ 1998年）
- 1910年 - ボニー・パーカー、犯罪者（ボニーとクライド）（+ 1934年）
- 1910年 - アッティリオ・パヴェージ、自転車競技（ロードレース）選手（+ 2011年）
- 1911年 - 椎名麟三、小説家（+ 1973年）
- 1911年 - アーウィン・コスタル、作曲家（+ 1994年）
- 1912年 - キャスリーン・オレレンショー（英語版）、数学者、天文学者、マンチェスター市長（+ 2014年）
- 1912年 - レフ・グミリョフ、歴史家、民俗学者、人類学者（+ 1992年）
- 1913年 - エリオ・グレイシー、ブラジリアン柔術家（+ 2009年）
- 1914年 - ダニエル・J・ブーアスティン、歴史家（+ 2004年）
- 1915年 - 浅野勝三郎、プロ野球選手（+ 没年不明）
- 1915年 - ジェローム・ブルーナー、心理学者（+ 2016年）
- 1919年 - ボブ・ボイド（英語版）、野球選手（+ 2004年）
- 1920年 - ウォルター・マッソー、俳優（+ 2000年）
- 1921年 - 三代目・江戸家猫八、ものまね師（+ 2001年）
- 1921年 - ジェームズ・ホイットモア、俳優（+ 2009年）
- 1922年 - 山西由之、実業家（+ 1986年）
- 1922年 - 別所毅彦、プロ野球選手、監督（+ 1999年）
- 1922年 - 楊振寧、物理学者
- 1923年 - フェルナン・サストル、フランスサッカー協会会長（+ 1998年）
- 1922年 - 末次一郎、外交運動家（+ 2001年）
- 1924年 - 乙羽信子、女優（+ 1994年）
- 1924年 - ジミー・カーター、政治家、第39代アメリカ合衆国大統領（+ 2024年）
- 1924年 - ボブ・ガイゲル、プロレスラー（+ 2014年）
- 1924年 - ウィリアム・レンキスト、第16代アメリカ合衆国最高裁判所長官（+ 2005年）
- 1925年 - ジョゼ・ベヤールト、自転車競技（ロードレース）選手（+ 2005年）
- 1926年 - 森塚敏、俳優（+ 2006年）
- 1926年 - 和田静夫、政治家
- 1927年 - トム・ボズリ、俳優（+ 2010年）
- 1927年 - 東家嘉幸、政治家（+ 2006年）
- 1928年 - ローレンス・ハーヴェイ、俳優、映画監督（+ 1973年）
- 1928年 - ウィリー・メレス、レーシングドライバー（+ 1969年）
- 1928年 - シヴァージ・ガネーサン、俳優（+ 2001年）
- 1928年 - ジョージ・ペパード、俳優（+ 1994年）
- 1928年 - 朱鎔基、中華人民共和国第5代国務院総理
- 1929年 - ボニー・オーウェンズ（英語版）、シンガーソングライター（+ 2006年）
- 1930年 - フィリップ・ノワレ、俳優（+ 2006年）
- 1930年 - リチャード・ハリス、俳優（+ 2002年）
- 1930年 - 高木公男、元プロ野球選手
- 1931年 - シルヴァーノ・ブッソッティ、芸術家（+ 2021年）
- 1931年 - フランク・ガードナー、レーシングドライバー（+ 2009年）
- 1931年 - 大里晴信、プロ野球審判員（+ 2019年）
- 1932年 - 斯波重治、音響監督
- 1932年 - アルバート・コリンズ、ギタリスト（+ 1993年）
- 1934年 - 海老一染之助、太神楽師（+ 2017年[19]）
- 1934年 - 伊奈努[20]、プロ野球選手（+ 1984年）
- 1934年 - エミリオ・ボティン、銀行家（+ 2014年）
- 1935年 - ウォルター・デ・マリア、彫刻家、音楽家（+ 2013年）
- 1935年 - 近江巳記夫、政治家
- 1935年 - 横溝桂、元プロ野球選手
- 1935年 - ジュリー・アンドリュース、女優、歌手
- 1936年 - ダンカン・エドワーズ、サッカー選手（+ 1958年）
- 1936年 - 松本惟子、政治家
- 1936年 - トラルフ・エンヤン、元スキージャンプ選手
- 1936年 - アントワネット・フーク、精神分析家、政治学者、評論家（+ 2014年）
- 1938年 - 三宅孝夫、元プロ野球選手
- 1938年 - ステラ・スティーヴンス、女優（※1936年説あり）（+ 2023年）
- 1940年 - スティーヴ・オルーク（英語版）、レーシングドライバー（+ 2003年）
- 1941年 - 松村正晴、元プロ野球選手
- 1942年 - 安東功、元プロ野球選手
- 1942年 - ジャン＝ピエール・ジャブイーユ、レーシングドライバー（+ 2023年）
- 1942年 - ギュンター・ヴァルラフ（英語版）、ジャーナリスト
- 1942年 - うつみ宮土理、タレント
- 1943年 - 浜田光夫、俳優
- 1943年 - 宗村宗二、レスリング選手
- 1943年 - ジャン＝ジャック・アノー、映画監督
- 1943年 - 高木剛、労働運動家、元日本労働組合総連合会会長（+ 2024年）
- 1944年 - 原田義昭、政治家
- 1945年 - ロッド・カルー、元プロ野球選手
- 1945年 - ラーム・ナート・コーヴィンド、政治家、第14代インド大統領
- 1945年 - ダニー・ハサウェイ、歌手、ミュージシャン（+ 1979年）
- 1946年 - 小川ローザ、タレント
- 1946年 - デイヴ・ホランド、ミュージシャン
- 1946年 - ティム・オブライエン、小説家
- 1946年 - エワ・クロブコフスカ、陸上競技選手
- 1947年 - マリスカ・ヴェレス、歌手（ショッキング・ブルー）（+ 2006年）
- 1947年 - バズ・カプラ（英語版）、野球選手
- 1947年 - アーロン・チカノーバー、生化学者
- 1947年 - スティーヴン・コリンズ、俳優
- 1948年 - 梅津正樹、元アナウンサー
- 1948年 - ピーター・ブレイク、ヨットマン
- 1949年 - 山内進、法学者、一橋大学名誉教授
- 1949年 - アンドレ・リュウ、指揮者、ヴァイオリニスト
- 1950年 - スーザン・グリーンフィールド、神経学者
- 1950年 - ボリス・モロコフ（英語版）、コスモノート
- 1950年 - ランディ・クエイド、俳優
- 1950年 - ジーン・マンソン（英語版）、歌手
- 1951年 - 原田伸郎、タレント
- 1952年 - 島津雅彦、俳優
- 1952年 - 執行重徳、元プロ野球選手
- 1952年 - 三沢淳、元プロ野球選手、政治家（+ 2022年）
- 1953年 - 薗部潔史、元プロ野球選手
- 1953年 - 飯山正樹、元プロ野球選手
- 1953年 - ピート・ファルコン（英語版）、元プロ野球選手
- 1953年 - グレテ・ワイツ、陸上競技選手（+ 2011年）
- 1953年 - クラウス・ヴォーヴェライト、政治家、ベルリン市長
- 1953年 - 富田茂之、政治家
- 1954年 - ブルーノ・ビニ（英語版）、サッカー選手
- 1954年 - 田中正彦、声優
- 1955年 - 六土開正、ベーシスト、キーボーディスト、ピアニスト、作曲家（安全地帯）
- 1955年 - 村尾信尚、経済学者、ニュースキャスター
- 1955年 - ジェフ・リアドン、野球選手
- 1956年 - テリーザ・メイ、政治家、第76代イギリス首相
- 1956年 - バンス・ロー、元プロ野球選手
- 1956年 - アンドルス・アンシプ、政治家、第15代エストニア首相
- 1957年 - 人見元基、ミュージシャン（元BOWWOW）
- 1957年 - エヴァ・タルドス（英語版）、数学者
- 1958年 - 中村正人、ミュージシャン（ドリームズ・カム・トゥルー）
- 1958年 - 三東ルシア、女優、歌手
- 1958年 - 阪本順治、映画監督
- 1959年 - 轟進一、ものまねタレント
- 1959年 - 金山茂雄、技術者
- 1959年 - ユッスー・ンドゥール、歌手
- 1960年 - 平瀬りえ、女優
- 1961年 - 矢城潤一、映画監督、脚本家
- 1962年 - 小池弘文、陸上競技指導者、元短距離走選手
- 1963年 - マーク・マグワイア、元プロ野球選手
- 1963年 - 嘉多山信、ギタリスト
- 1964年 - 松浦勝人、音楽プロデューサー
- 1965年 - 柏原芳恵、歌手
- 1965年 - 柳沢まさひで、キャラクターデザイナー
- 1965年 - 坂泰知、元アナウンサー
- 1965年 - 田島俊雄、元プロ野球選手
- 1965年 - DJ OSSHY、ラジオDJ
- 1966年 - 金沢健一、元プロ野球選手
- 1966年 - ジョージ・ウェア、元サッカー選手、第25代リベリア大統領
- 1967年 - 田中善則、元野球選手
- 1967年 - 中島美春、元アイドル（元おニャン子クラブ）
- 1968年 - 吉井晃、元プロ野球選手
- 1968年 - 水本勝己、元プロ野球選手
- 1969年 - 佐藤康光、将棋棋士
- 1969年 - 宮里久美、元歌手、声優
- 1969年 - 横山健、ミュージシャン（Hi-STANDARD、Ken Yokoyama、BBQ CHICKENS）
- 1969年 - ザック・ガリフィアナキス、俳優、コメディアン
- 1970年 - 横幕智裕、脚本家、漫画原作者、構成作家
- 1970年 - 的山哲也、元プロ野球選手
- 1970年 - 伊藤哲也、元サッカー選手、指導者
- 1971年 - ソン・イルグク、 俳優
- 1972年 - 柴山智加、女優
- 1972年 - 吉田ゐさお、ミュージシャン
- 1972年 - エサ・ホロパイネン、ミュージシャン
- 1973年 - 三野友華子、女優
- 1973年 - 金宣兒、女優
- 1974年 - 河口恭吾、ミュージシャン
- 1975年 - 松下香織、アナウンサー
- 1975年 - ブランドン・ナイト、元プロ野球選手
- 1976年 - 与座よしあき、お笑い芸人、俳優
- 1976年 - 森本とみやす、俳優
- 1977年 - 滝川クリステル、アナウンサー
- 1977年 - ドワイト・フィリップス、陸上競技選手
- 1978年 - 直弘龍治、バレーボール選手
- 1978年 - 堤太輝、お笑い芸人（どりあんず）
- 1978年 - 内田ナナ、モデル
- 1978年 - 高橋裕二、アナウンサー
- 1978年 - 安斎摩紀、アナウンサー
- 1979年 - 松原健之、歌手
- 1979年 - 吉田有希、モデル
- 1979年 - 中原龍太郎、DJ、作曲家
- 1980年 - 大谷亮平、 俳優
- 1980年 - チャド・オーベラ、プロ野球選手
- 1981年 - 大友慧、 元サッカー選手
- 1981年 - 篠田光亮、俳優
- 1982年 - 山根明季子、ピアニスト
- 1983年 - ミルコ・ヴチニッチ、元サッカー選手
- 1984年 - 皆川佑馬、元俳優
- 1984年 - アビゲイル・ピーターセン、フィギュアスケート選手
- 1984年 - マット・ケイン、元プロ野球選手
- 1984年 - クリス・ジョンソン、元プロ野球選手
- 1985年 - みづきあかり、タレント、元グラビアアイドル
- 1985年 - RYO、ミュージシャン（ORANGE RANGE）
- 1985年 - 阿久津尚二、元陸上競技選手
- 1986年 - 神田沙也加、女優、タレント（+ 2021年）
- 1986年 - 佐々木彩、元アナウンサー
- 1986年 - 細貝沙羅、元アナウンサー
- 1986年 - 山口達也、競艇選手
- 1986年 - アーロン・ポレダ、元プロ野球選手
- 1987年 - 相葉裕樹[21]、俳優
- 1987年 - 服部安佑香、元バレーボール選手
- 1987年 - ギタウ・ダニエル、陸上競技選手
- 1987年 - エリック・コマツ、元プロ野球選手
- 1989年 - ブリー・ラーソン、女優、シンガーソングライター
- 1989年 - 鈴木彩、タレント
- 1990年 - 片山萌美、グラビアアイドル、女優
- 1990年 - 渡辺拓海、声優
- 1991年 - あいか、元グラビアアイドル
- 1991年 - ロビー・レイ、プロ野球選手
- 1991年 - レナン・カルバーリョ・モッタ、サッカー選手
- 1992年 - 坂井太陽、俳優
- 1992年 - 丸山隼、俳優
- 1992年 - 大貫彩香、グラビアアイドル、舞台女優
- 1992年 - ザンダー・ボガーツ、プロ野球選手
- 1992年 - サイスニード、プロ野球選手
- 1992年 - 浜田智博、元プロ野球選手
- 1992年 - 石橋朋美、バレーボール選手
- 1993年 - 水沢奈子、タレント、グラビアアイドル
- 1993年 - 一山本大生、大相撲力士
- 1994年 - 池田隆英、プロ野球選手
- 1995年 - シヨン、アイドル（DREAMCATCHER）
- 1996年 - 鈴木優華、ファッションモデル、女優
- 1997年 - 鈴木みのり、声優
- 1997年 - 森田力斗、俳優
- 1997年 - 坂口楓華、競輪選手
- 1997年 - 五十嵐カノア、プロサーファー
- 1998年 - 滝谷美夢、タレント
- 1999年 - 小川奈々子、アイドル（CANDY TUNE）
- 2000年 - 小玉梨々華、アイドル（わーすた）
- 2000年 - カッレ・ロバンペラ、ラリードライバー
- 2006年 - 徳永羚海、アイドル（AKB48）
- 生年不詳 - 渡辺ひとみ、キャスター
- 生年不詳 - 逢川じゅん、声優
- 生年不詳 - 逢沢ゆりか、声優
- 生年不詳 - 鳥居花音、声優、歌手
- 生年不詳 - 桃河りか、声優

### 人物以外（動物など）
- 2001年 - パンくん、チンパンジー

## 忌日

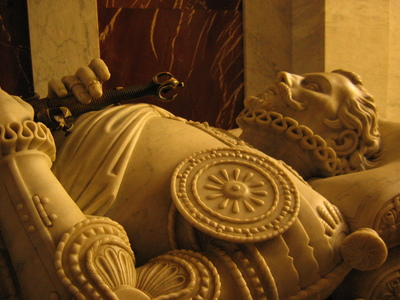
神聖ローマ皇帝カール5世の庶子ドン・フアン・デ・アウストリア(1547?-1578)没。レパントの海戦に勝利

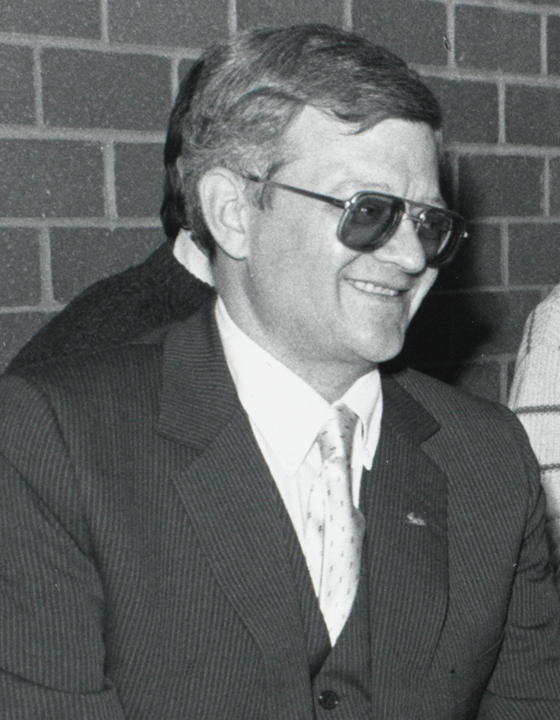
テクノスリラー小説の第一人者トム・クランシー(1947-2013)没

- 686年（朱鳥元年9月9日）- 天武天皇、第40代天皇（* 生年不詳）
- 959年 - エドウィ、イングランド王（* 941年?）
- 1404年 - ボニファティウス9世、第203代ローマ教皇（* 1350年）
- 1499年 - マルシリオ・フィチーノ、人文主義者、哲学者、神学者（* 1433年）
- 1574年 - マールテン・ファン・ヘームスケルク、画家（+ 1498年）
- 1578年 - ドン・フアン・デ・アウストリア、軍人（* 1547年）
- 1648年（慶安元年8月15日）- 松平直基、姫路藩主（* 1604年）
- 1680年 - ピエール＝ポール・リケ、工学者（* 1604年）
- 1684年 - ピエール・コルネイユ、劇作家（* 1606年）
- 1708年 - ジョン・ブロウ、作曲家（* 1649年）
- 1715年（正徳5年9月4日）- 小山良師、赤穂藩足軽頭（* 1648年）
- 1745年（延享2年9月6日）- 柳沢吉里、郡山藩主（* 1687年）
- 1768年 - ロバート・シムソン、数学者（* 1687年）
- 1770年 - ルイ＝ガブリエル・ギユマン（英語版）、作曲家、バイオリニスト（* 1705年）
- 1795年 - ロバート・ベイクウェル（英語版）、農学者（* 1725年）
- 1808年 - カール・ゴットハルト・ランガンス（英語版）、宮廷建築家（* 1732年）
- 1808年 - トーマス・トリルド（英語版）、詩人、評論家、フェミニスト、哲学者（* 1759年）
- 1814年（文化11年8月18日）- 中山愛親、江戸時代の公卿（* 1741年）
- 1814年 - ギヨーム＝アントワーヌ・オリヴィエ、博物学者、昆虫学者（* 1756年）
- 1838年 - チャールズ・テナント（英語版）、化学者、実業家、漂白剤発見者（* 1768年）
- 1848年 - ジェームズ・ビドル、アメリカ海軍士官、東インド艦隊司令長官（* 1783年）
- 1864年 - クリスティアン・フリードリヒ・ルートヴィヒ・ブッシュマン（英語版）、楽器製作者（* 1805年）
- 1866年 - マリア・スザンナ・カミンズ（英語版）、小説家（* 1827年）
- 1868年（慶応4年8月16日）- 河井継之助、越後長岡藩家老（* 1827年）
- 1873年 - エドウィン・ランドシーア、画家（* 1802年）
- 1901年 - アブドゥッラフマーン・ハーン、アフガニスタン王（* 1844年）
- 1903年 - 田村怡与造、日本陸軍の中将（* 1854年）
- 1906年 - クリスティアン・マリ、画家（* 1832年）
- 1910年 - 大和田建樹、作詞家（* 1857年）
- 1911年 - ヴィルヘルム・ディルタイ、哲学者（* 1833年）
- 1914年 - キティ・キーランド（英語版）、画家（* 1843年）
- 1921年 - ユリウス・フォン・ハン（英語版）、気象学者（* 1839年）
- 1926年 - アントニオ・グロッシッチ（英語版）、外科医、政治家、作家（* 1849年）
- 1929年 - アントワーヌ・ブールデル、彫刻家（* 1861年）
- 1929年 - リー・リッチモンド、プロ野球選手（* 1857年）
- 1931年 - 小堀鞆音、日本画家（* 1864年）
- 1937年 - 多嘉王、皇族（* 1875年）
- 1938年 - 元田肇、第24代衆議院議長（* 1858年）
- 1945年 - ウォルター・B・キャノン、生理学者（* 1871年）
- 1945年 - 小林愛雄、詩人、作詞家、翻訳家、元早稲田実業学校校長（* 1881年）
- 1948年 - プラヤー・マノーパコーンニティターダー、初代タイ王国首相（* 1884年）
- 1956年 - アルバート・フォン・ティルツァー（英語版）、ソングライター（* 1878年）
- 1962年 - 塩入松三郎、土壌学者（* 1889年）
- 1963年 - 伊藤勝吉、騎手、調教師（* 1892年）
- 1964年 - ダグラス・マクレガー、心理学者（* 1906年）
- 1967年 - 東海林稔、衆議院議員（* 1903年）
- 1969年 - トーマス・フランシス・ジュニア（英語版）、医師、ウイルス学者、疫学者（* 1900年）
- 1972年 - ルイス・リーキー、古人類学者（* 1903年）
- 1979年 - ロイ・ハリス、作曲家（* 1898年）
- 1979年 - 水谷八重子 (初代)、女優（* 1905年）
- 1984年 - ウォルター・オルストン、プロ野球選手、監督（* 1911年）
- 1985年 - E・B・ホワイト、作家（* 1899年）
- 1987年 - 石塚喜久三、小説家（* 1904年）
- 1988年 - 近藤乾三、シテ方宝生流能楽師（* 1890年）
- 1989年 - ヴィトルド・ロヴィツキ、指揮者（* 1914年）
- 1990年 - カーチス・ルメイ、アメリカ空軍参謀総長（* 1906年）
- 1992年 - ペトラ・ケリー、政治家（* 1947年）
- 1993年 - 矢幡治美[22]、政治家、元大分県大山町町長（* 1912年）
- 1994年 - クラレンス・ハウザー、陸上競技選手、1924年パリ五輪・1928年アムステルダム五輪金メダリスト（* 1901年）
- 1994年 - 佐藤亮一、翻訳家（* 1907年）
- 1994年 - パウル・ローレンツェン、哲学者、数学者、論理学者 (* 1915年)
- 1996年 - 塚本信夫、俳優（* 1933年）
- 1997年 - 森中守義、政治家（* 1919年）
- 1998年 - 来栖三郎、法学者（* 1912年）
- 2001年 - 古今亭志ん朝、落語家（* 1938年）
- 2002年 - 藤井英男、弁護士、元日本弁護士連合会会長（* 1913年）
- 2002年 - 佐藤甚次郎、地理学者、日本女子大学名誉教授（* 1914年）
- 2003年 - 徳永勇雄、建築学者（* 1922年）
- 2004年 - フランク・エベレスト、パイロット（* 1920年）
- 2004年 - リチャード・アヴェドン、写真家（* 1923年）
- 2004年 - ブルース・パーマー（英語版）、ベーシスト（* 1946年）
- 2005年 - 室井庸一、フランス文学者、中央大学名誉教授（* 1924年）
- 2006年 - フランク・バイヤー、映画監督（* 1936年）
- 2006年 - 米澤嘉博[23]、漫画評論家、元コミックマーケット代表（* 1953年）
- 2007年 - テツオ・オカモト、競泳選手（* 1932年）
- 2007年 - アル・オーター、円盤投選手（* 1936年）
- 2008年 - 香椎くに子、声優（* 1929年）
- 2009年 - シンティオ・ビティエール、詩人 （* 1921年）
- 2009年 - マサオ・ミヨシ、英文学者（* 1928年）
- 2009年 - 若山三郎、小説家（* 1931年）
- 2009年 - 清水賢、プロ野球選手（* 1942年）
- 2009年 - 高田一美、サッカー選手（* 1951年）
- 2010年 - 紅野敏郎、国文学者、早稲田大学名誉教授（* 1922年)
- 2013年 - ジュリアーノ・ジェンマ、俳優、彫刻家（* 1938年）
- 2013年 - トム・クランシー[24]、小説家（* 1947年）
- 2015年 - 星野朋市、政治家（*1932年）
- 2016年 - 康蓮鶴、政治家（* 1932年）
- 2018年 - シャルル・アズナブール、歌手（* 1924年）
- 2019年 - カレル・ゴット[25]、歌手（* 1939年）
- 2021年 - 下森定、法学者（* 1930年）
- 2022年 - 花井幸子、ファッションデザイナー（* 1937年）
- 2022年 - 渡辺長武、レスリング選手（* 1940年）
- 2022年 - アントニオ猪木[26]、プロレスラー、政治家（* 1943年）
- 2023年 - 金永日、政治家（* 1947年）
- 2023年 - ティム・ウェイクフィールド、プロ野球選手（* 1966年）
- 2023年 - 茂垣周平、声優（* 1989年）
- 2023年 - パトリツィア・ヤネチコヴァ、オペラ歌手、ミュージカル歌手（* 1998年）
- 2024年 - 山下敏成、アニメーター（*生年不詳）

## 記念日・年中行事
- 国勢調査が5年ごとに行われる。（ 日本）
- 共同募金がはじまる。（ 日本）
- 更衣（衣替え）（ 日本）
- 経団連の定める「採用選考に関する企業の倫理憲章」に基づく、内定の解禁日[27]。主要企業はこの日に内定式を行う。（ 日本）
- 国際高齢者デー
1990年12月の国連総会で制定された国際デーの一つ。
- 国際音楽の日
バイオリン奏者のユーディ・メニューインが国際紛争が絶えないことを憂いて提唱し、1977年にチェコで開催された国際音楽評議会総会において制定。日本では、1994年11月に公布・施行された音楽文化の振興のための学習環境の整備等に関する法律（平成6年11月25日法律第107号）で10月1日を「国際音楽の日」とすることが定められ、翌年から実施された。
- 世界ベジタリアンデー（英語版）
- 独立記念日（ ナイジェリア）
1960年のこの日、ナイジェリアがイギリスから独立したことに由来。
- 独立記念日（ キプロス）
1960年に、キプロスがイギリスから独立したことに由来。独立宣言を行ったのは8月16日だが、独立記念日は10月1日となっている。
- 独立記念日（ ツバル）
1978年のこの日、ツバルがイギリスから独立したことに由来。
- 独立記念日（ パラオ）
1994年のこの日、パラオがアメリカ合衆国の信託統治から独立したことに由来。
- 子供の日（ シンガポール）
- 国軍の日（ 韓国）
1950年のこの日、朝鮮戦争の東部戦線において陸軍第三師団が38度線を突破したことに由来。
- 国慶節（ 中華人民共和国）
1949年のこの日に中華人民共和国が成立したことに由来。中華人民共和国では、この日から1週間が「十・一」と呼ばれるゴールデンウィーク（中国語で「黄金周」）となる。
- 統一記念日 (カメルーン)（ カメルーン）
- 法の日（ 日本）
最高裁判所、検察庁、日本弁護士連合会（日弁連）の進言により法務省が1960年に制定。1928年のこの日に陪審法が施行されたことにちなむ。
- デザインの日（ 日本）
通商産業省等が1990年に制定。1959年のこの日にデザイン奨励審議会が設置されたことにちなむ。
- 土地の日（ 日本）
国土庁が1997年に制定。「十」と「一」を組み合わせると「土」の字になることから。
- 日本酒の日（ 日本）
日本酒造組合中央会が1978年に、若者の日本酒離れを食い止めるために制定。新米で酒造りを始めるのが10月で、酒壺を表す「酉」の字は十二支の10番目、さらに「酒造年度」が10月1日（現在では7月1日）から始めることから、何かと酒に関係の深いこの日を、清酒をPRする「日本酒の日」とした。
- 醤油の日（ 日本）
日本醤油協会等の醤油関連団体が2003年に決定。由来は、「10」が干支で「酉」にあたり、酉が瓶（かめ）に由来する象形文字であることと、「醤油」という語に「酉」が含まれることから。
- コーヒーの日（ 日本）
全日本コーヒー協会が1983年に制定。国際コーヒー協会が定めた「コーヒー年度」の始まりの日であることから。
2015年に上記を踏まえ「国際コーヒーの日」が制定された[28]。
- 日本茶の日（ 日本）
伊藤園が制定。天正15年10月1日（1587年11月1日）に豊臣秀吉が北野大茶湯を催したことにちなむ。
- 印章の日（ 日本）
全日本印章業組合連合会が制定。1873年のこの日、公式の書類には実印を押すように定めた太政官布告が発布されたことに因む。
- メガネの日（ 日本）
日本眼鏡関連団体協議会が1997年に制定。漢数字の「一〇〇一」が眼鏡の形に似ていることからこの日となった。
- ネクタイの日（ 日本）
日本ネクタイ組合連合会が1971年に制定。1884年のこの日、小山梅吉が日本で初めてネクタイの製造を始めたことにちなむ。
- 補助犬の日（ 日本）
2002年（平成14年）、身体障害者補助犬法が施行されたことにより「補助犬の日」とされる。
- 福祉用具の日（ 日本）
福祉用具関係団体で構成する「福祉用具の日」創設連絡会が2001年11月に制定。1993年のこの日、福祉用具法が施行された。
- 浄化槽の日（ 日本）
厚生省・環境庁・建設省が1987年に制定。1985年のこの日、浄化槽法が全面施行された。
- 展望の日（ 日本）
全日本タワー協議会が2006年に制定。10を「テン」、1を「ボー（棒）」と読む。協議会に加盟する各タワーでイベントが行われる。

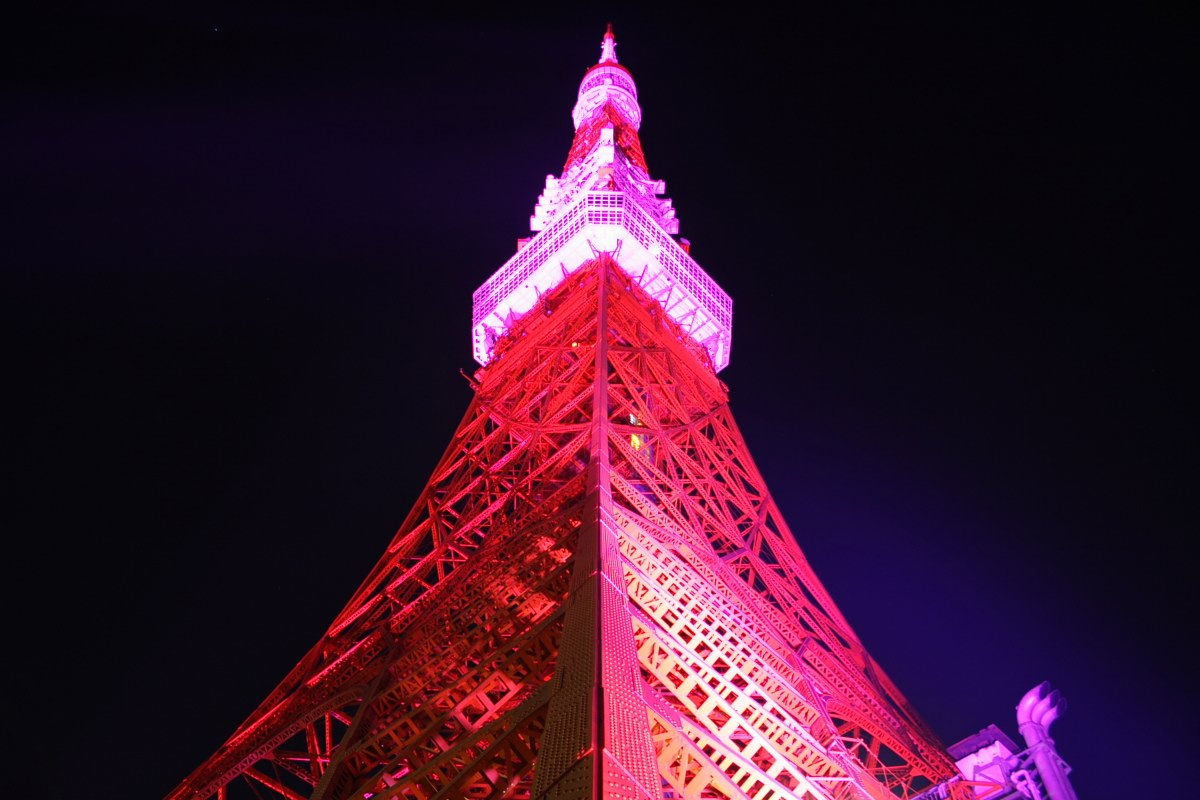
乳がん月間。活動のシンボルであるピンク色にライトアップされた東京タワー

- 乳がん月間/乳がん早期発見強化月間（ - 10月31日）（ 日本）
乳がん患者などによる「あけぼの会」が1994年に制定。ピンク色のリボンを活動のシンボルとし、協賛する企業などにより高層ビルやタワーがピンク色にライトアップされる。
- 都民の日（ 日本・東京都）
1898年10月1日に市制特例が廃止され、東京市役所が設置されたことに由来し、東京都が1952年に制定。この日は都立高校・東京都内の市区町村立小中学校は休みになる。ただし、2002年の学校週5日制実施以降、授業時間数を確保するために都民の日でも休校とせず、平常通りに授業を行う学校も増えている。
- 荒川線の日（ 日本）
1974年10月1日に都電で存続対象として残された27・32系統が統合され、三ノ輪橋 - 早稲田間の直通運転を開始し、荒川線の名称が制定されたことに由来。
- 磁石の日（ 日本）
磁石の特性や機能、存在価値をより広く社会に認知してもらうことを目的とする。磁石が「＋（N極）と－（S極）」から成り立つことにちなんで、「＋（N極）と－（S極）」を漢数字に見立てて制定[29]。
- インターネットを学ぶ日（ 日本）
日本最初のインターネット専門校であるインターネット・アカデミーが1995年10月1日に新宿で開講したことに由来、制定される。インターネット技術を学んだり、これから学ぶきっかけとしてもらうことが目的。
- 新BSチャンネル8局開局（秋のBSの日） 日本
アニマックスなどのチャンネルが開局した日。
- uniの日（ 日本）
1958年10月1日に三菱鉛筆のロングセラー商品、高級鉛筆「uni（ユニ）」が発売されたことに由来。発売50周年を機に、日本記念日協会により制定。
- 闘魂アントニオ猪木の日（ 日本）[30]
2023年に制定。この日はアントニオ猪木の命日である。
- 諏訪湖の日（ 日本・長野県）
2018年に制定[31]